# Bagroides
Bagroides is een geslacht van straalvinnige vissen uit de familie van de stekelmeervallen (Bagridae).

## Soorten
- Bagroides hirsutus (Herre, 1934)
- Bagroides melapterus Bleeker, 1851
- Bagroides hirsutus (Herre, 1934)